# Klaas Carel Faber
Klaas Carel Faber (Haarlem, 20 januari 1922 – Ingolstadt, 24 mei 2012) was een Nederlandse SS'er die vlak na de Tweede Wereldoorlog veroordeeld werd wegens oorlogsmisdaden. Hij naturaliseerde tot West-Duitser. Faber was de broer van de wegens oorlogsmisdaden geëxecuteerde Pieter Johan Faber. Tussen 4 september 2011 en 20 april 2012 stond hij bovenaan de lijst van de meest gezochte oorlogsmisdadigers van het Simon Wiesenthalcentrum.

## Jeugd
Hij was de zoon van Pieter Faber en Carolina Josephine Henriëtte Bakker. Al voor het uitbreken van de Tweede Wereldoorlog trad Klaas Carel Faber toe tot de Nationale Jeugdstorm. Hij propageerde het nationaalsocialisme overtuigend en hij werd daarom in de derde klas van de hbs door zijn (joodse) directeur van school gestuurd. Hij colporteerde en verspreidde folders en affiches van de NSB.

## Activiteiten tijdens de Tweede Wereldoorlog
Twee maanden na de Duitse aanval op Nederland in mei 1940 meldde hij zich aan als vrijwilliger bij de Waffen-SS Standarte Westland in München. De Duitsers trachtten hem echter in te lijven bij het Duitse leger in plaats van bij een Nederlands onderdeel. Volgens een toelichting van Faber zelf weigerde hij de eed op de Führer af te leggen.
Hij werd instructeur bij de Weerbaarheidsafdeling, een geüniformeerd onderdeel van de NSB, waar hij pakketten voor Nederlandse soldaten in Duitse dienst samenstelde. In februari 1942 kreeg hij de functie inspecteur prijsbeheersing in Rotterdam. In mei 1942 werd hij lijfwacht van NSB-leider Anton Mussert.
Samen met zijn broer Pieter Johan Faber werd hij daarna tijdens de Tweede Wereldoorlog in Noord-Nederland berucht vanwege hun werk voor de Sicherheitsdienst (SD), die zijn noordelijk hoofdkwartier had in het Scholtenhuis aan de Grote Markt in Groningen.

## Berechting en vlucht
Toen ze na de oorlog werden berecht schetste de verdediging het beeld van twee broers die opgroeiden in een echt NSB-gezin, en die volledig door het lint gingen nadat hun vader in 1944 was geliquideerd door de bekende verzetsstrijdster Hannie Schaft. De aanklager noemde de broers Faber 'de ergsten' van de medewerkers van de Sicherheitsdienst. Klaas Carel Faber werd na de oorlog schuldig bevonden aan de moord op 22 mensen. Historicus Jan de Roos betichtte Klaas Carel ook van jacht op joden en verzetsstrijders. Beide broers kregen na de oorlog de doodstraf. Pieter Johan kreeg de kogel, maar de straf van Klaas Carel werd omgezet in levenslang. Op 26 december 1952 ontsnapte hij samen met Herbertus Bikker, Sander Borgers, Willem van der Neut en drie andere oud-SS'ers uit de koepelgevangenis van Breda, waarna ze dezelfde avond via grensovergang Ubbergen naar Kleef in West-Duitsland vluchtten, waar zij hulp van de politie kregen.

### Nationaliteit
Vanwege zijn dienst bij de Waffen-SS had Faber tijdens de Tweede Wereldoorlog automatisch het recht op de Duitse nationaliteit gekregen, waardoor hij niet kon worden uitgeleverd of naar Nederland uitgewezen kon worden. Duitsland is een van de landen die geen eigen staatsburgers uitlevert. Klaas Carel Faber was Duitser op grond van het zogenaamde Führererlass (een decreet van 19 mei 1943), een overblijfsel uit de Hitler-jaren dat deel uitmaakt van de huidige Duitse wetgeving. Van rechtswege had Faber bij zijn veroordeling zijn Nederlanderschap verloren wegens vreemde staats- en krijgsdienst en hulp aan de vijand.

### Berechting in Nederland
In de rechtszaak tegen hem na de oorlog werd hem het medeplegen van 22 moorden ten laste gelegd. Volgens de aanklacht hadden de broers ‘belangrijk meer moorden en doodslagen op hun geweten (...) Ze waren in feite beroepsmoordenaars geworden, die nog op een heel ander niveau stonden dan onze Silbertanne-klanten’.
Fabers verdediging dat de executies rechtmatig waren omdat het partizanen betrof, hield voor de rechter geen stand, omdat de geëxecuteerden geen proces hadden gekregen. Ook faalde voor de rechters Fabers beroep op Hitlers zogenaamde Niedermachungsbefehl uit september 1944, dat al bij verdenking van verzetsactiviteiten standrechtelijke executie mogelijk maakte.
De rechtbank sprak op 9 juni 1947 tegen Faber de doodstraf uit wegens ‘hulp aan de vijand’ en ‘meervoudige moord tezamen en in vereniging na kalm beraad en rustig overleg, opzettelijk en met voorbedachten rade van het leven te beroven’. De straf werd op 14 januari 1948 omgezet in levenslang. Zijn broer Pieter Faber werd op 10 juli 1948 geëxecuteerd voor de moord op 27 personen.

### Duits verblijf
Op tweede kerstdag 1952 vluchtte Faber samen met zes andere SS'ers uit de Koepelgevangenis in Breda. Nederland vroeg om uitlevering en tussen half januari en begin april 1953 zat Faber in West-Duitsland vast, maar de rechtbank in Düsseldorf wees het verzoek af.
In 1957 kwam Faber opnieuw voor de rechter, in het landgericht in Düsseldorf maar werd vrijgesproken van de aanklacht, nu veranderd in doodslag. Dit proces heeft veel vragen opgeroepen,
- door de verlaging van de aanklacht,
- door het 'ne bis in idem'-principe dat iemand niet voor dezelfde feiten opnieuw berecht kan worden en
- door het ontbreken van Nederlandse getuigen en verklaringen.

## Hernieuwde vervolging
Faber raakte in de vergetelheid, maar na het jaar 2000 ontdekte het Openbaar Ministerie in Den Haag zijn verblijfplaats, maar verstrekte daarover geen informatie. Faber bleek al enkele decennia te wonen in een flatwijk in Ingolstadt in de buurt van München en hij heeft daar lang gewerkt bij de daar gevestigde Audifabriek. Begin augustus 2003 werd hij hier door de Nederlandse journalist Cees van Hoore opgespoord. Verscheidene journalisten kwamen hem daarna opzoeken, onder meer in 2007 onderzoeksjournalist Arnold Karskens met een tv-ploeg van EénVandaag en in 2010 een journalist van het Britse dagblad The Sun.
Op 23 april 2008 publiceerden 7 nabestaanden van slachtoffers van Faber samen met Arnold Karskens, een open brief aan de Tweede Kamer om in actie te komen voor berechting van Faber. Onder hen was ook een mede-aanklager in het proces tegen Heinrich Boere, Theun de Groot. Enkele deelnemers aan de brief wilden hun namen niet onder de brief vanwege hun privacy.
Op 26 januari 2007 maakte de Duitse justitie bekend dat Faber en nog drie anderen nog in leven zijnde geboren Nederlandse oorlogsmisdadigers (te weten: Herbertus Bikker, Heinrich Boere en Siert Bruins) niet meer strafrechtelijk vervolgd zouden worden. In 2009 werd Boere echter toch opnieuw geschikt geacht voor berechting en in maart 2010 tot levenslang veroordeeld. In juli 2009 bleek dat er in Duitsland steeds meer voorstanders waren om Faber daar te vervolgen wegens oorlogsmisdaden, of aan Nederland uit te leveren.
Op 6 augustus 2010 gaf de Duitse federale minister van Justitie, Sabine Leutheusser-Schnarrenberger (van de partij FDP), het Duitse Openbaar Ministerie opdracht te onderzoeken of Klaas Faber alsnog berecht kon worden. Haar Beierse collega Beate Merk (van de partij CSU) viel haar echter niet bij. Uiteindelijk werd na enkele weken op 26 augustus 2010 bekendgemaakt dat Faber niet strafrechtelijk vervolgd zou worden in Duitsland, totdat Nederland met nieuwe feiten zou komen waaruit zou blijken dat Faber betrokken was bij moorden op verzetsstrijders.
Op 25 november 2010 vaardigde het Nederlandse Openbaar Ministerie een Europees arrestatiebevel uit voor Faber.
De Duitse justitie gaf aan te onderzoeken of Faber daadwerkelijk de Duitse nationaliteit bezat, omdat de mogelijkheid bestond dat hij deze net als Heinrich Boere, die tijdens zijn rechtszaak eind 2009 zei stateloos te zijn, niet had.
Op 3 december 2010 maakten de voorzitters van alle Tweede Kamerfracties bekend dat ze, op initiatief van Emile Roemer (SP), een brief stuurden aan de Duitse Bondsdag met het verzoek om alles in het werk te zetten om een snelle strafvervolging te starten.
Op 11 mei 2011 liet justitie in Beieren weten dat Faber niet zou worden uitgeleverd aan Nederland, omdat de gemeente Ingolstadt, waar Faber toen nog altijd woonde, na onderzoek had vastgesteld dat hij Duits staatsburger was. Een Nederlandse poging om Faber in Duitsland zijn straf te laten uitzitten was in 2004 al afgewezen.
Op 3 augustus 2011 was er nieuwe hoop dat Faber alsnog in de cel zou kunnen belanden. Oorlogscorrespondent Arnold Karskens had ontdekt dat Faber ook verantwoordelijk zou zijn voor de moord op de Groningse kunstenaar Henk Gorter op 28 oktober 1944 tijdens de Tweede Wereldoorlog.
In januari 2012 kwam de optie van het in Duitsland ten uitvoer leggen van de in Nederland opgelegde levenslange gevangenisstraf toch weer in beeld. Het Duitse Openbaar Ministerie diende, na druk vanuit Nederland, daartoe een verzoek in bij de rechter in Ingolstadt.
Op 1 mei 2012 bepaalde de bestuursrechter in Haarlem dat justitieminister Ivo Opstelten alsnog meer stukken over Faber openbaar moest maken. Dit nadat de minister was gedaagd door de Haarlemse historicus en schrijver Jan de Roos, die bezig was met een boek over Faber. Opstelten moest alsnog inzage geven in oude stukken over de processen in Nederland. Ook documenten met namen van getuigen en slachtoffers hoefden wat de rechter betreft niet geheim te blijven. De indertijd recente briefwisseling met de Duitse autoriteiten over de poging om Faber in Duitsland zijn straf te laten uitzitten hoefde echter niet openbaar te worden.
Op 26 mei 2012 maakte Fabers echtgenote aan Arnold Karskens bekend dat hij op 24 mei 2012 was overleden aan nierfalen in het ziekenhuis van Ingolstadt.